# Christoph Rheinland
Christoph Rheinland (vormals Christoph 75) ist der Funkrufname des am Flughafen Köln/Bonn stationierten Rettungshubschraubers. Er wird von der ADAC Luftrettung betrieben und für die Luftrettung in und um Köln eingesetzt.

## Station, Einsatz und Besatzung
Der Hubschrauber vom Typ Airbus Helicopters H145 (D-2) wird durch die Integrierte Leitstelle Feuerwehr Köln zu Rettungseinsätzen mit Notarztindikation alarmiert.

Bei seinen Einsätzen ist der Rettungshubschrauber Christoph Rheinland mit einem Piloten der ADAC Luftrettung besetzt. Die Notfallsanitäter stammen von der Feuerwehr Köln, dem Deutschen Roten Kreuz, sowie der Johanniter-Unfall-Hilfe. Sie unterstützen den Piloten im Bereich der Kommunikation und Navigation. Die Notärzte, welche über eine Qualifikation in den Fachrichtungen Anästhesie, Notfall- und Intensivmedizin verfügen kommen von der Feuerwehr Köln.

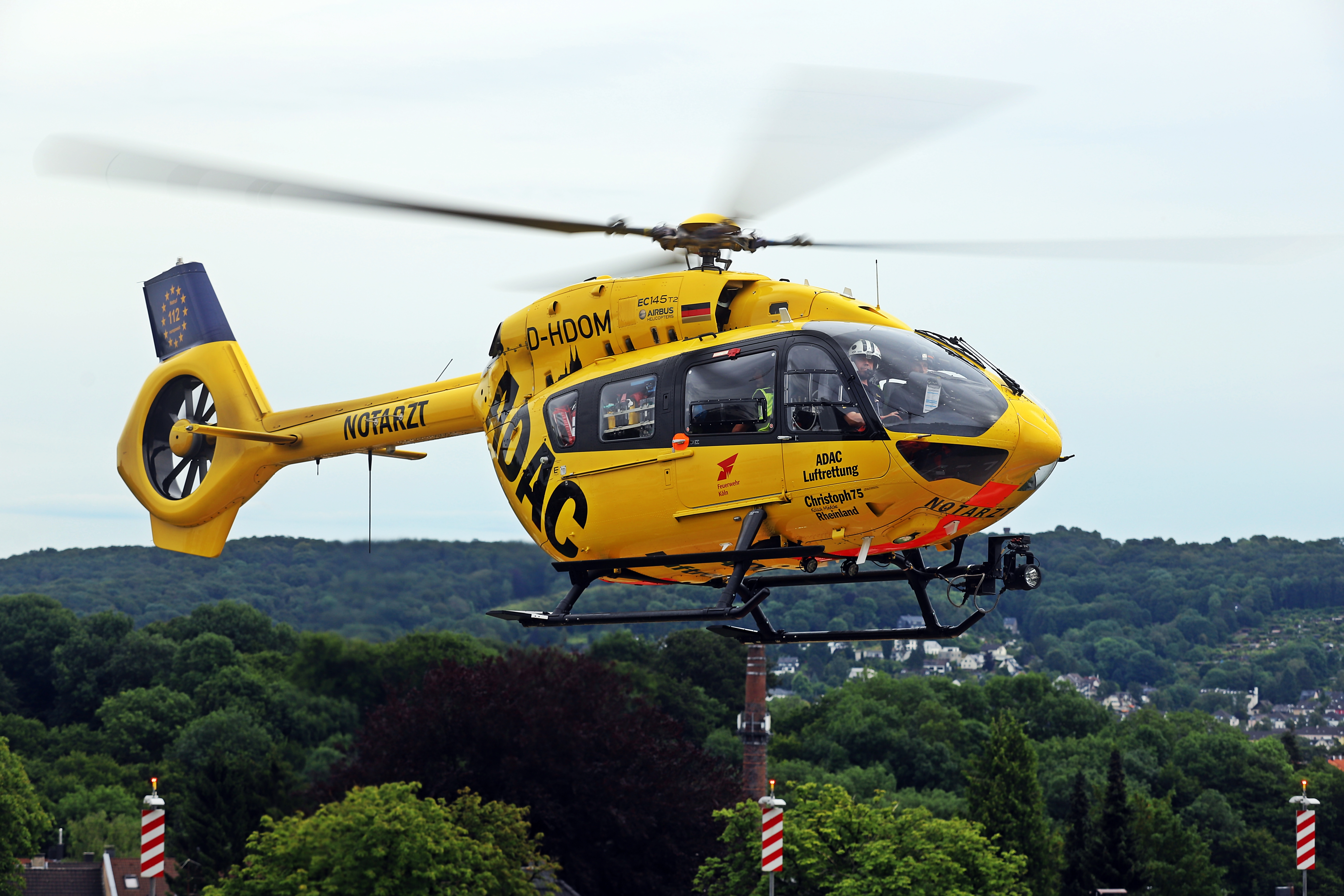
Christoph Rheinland am Helios Klinikum Wuppertal

## Sonstiges
Der Name Christoph geht auf den heiligen Christophorus zurück, den Schutzpatron der Reisenden und Nothelfer für Rettung aus höchster Gefahr. Nach ihm tragen alle deutschen Rettungshubschrauber den BOS-Funk-Rufnamen Christoph, gefolgt von einer Nummer bei Rettungshubschraubern und einer Bezeichnung zum Standort bei Intensivtransporthubschraubern.